# Here Come the Horns
Albums de Delinquent Habits
Delinquent Habits
(1996) Merry Go Round
(2000)
Singles
1. Here Come the Horns
Sortie : 1997
2. Think You're Bad
Sortie : 1997
3. Western Ways
Sortie : 1998

Here Come the Horns est le deuxième album studio des Delinquent Habits, sorti le 28 juillet 1998.

## Liste des titres
| No  | Titre                                                           | Contient un (des) sample(s) de                                                                       | Durée |
| --- | --------------------------------------------------------------- | --- | ----- |
| 1.  | Intro                                                           | | 0:27  |
| 2.  | This Is L.A.                                                    | To Live & Die in L.A. de Makaveli                                                                    | 3:11  |
| 3.  | It's the Delinquentes (featuring Sen Dog)                       | | 4:17  |
| 4.  | 1 Adam 12                                                       | | 3:36  |
| 5.  | Think You're Bad                                                | | 3:34  |
| 6.  | Here Come the Horns                                             | Bass de King Tee Wu-Gambinos de Raekwon et Ghostface Killah featuring Method Man, Masta Killa et RZA | 4:06  |
| 7.  | Western Ways                                                    | Smooth Operator de Sade                                                                              | 4:09  |
| 8.  | Shed a Tear (featuring Sen Dog)                                 | | 4:21  |
| 9.  | Wallah                                                          | | 4:13  |
| 10. | Orphan of the Industry                                          | | 5:08  |
| 11. | Life Is a Struggle (featuring Sen Dog)                          | For Carlos d'Herb Alpert and The Tijuana Brass                                                       | 4:36  |
| 12. | Super D.J. (Rock the House Party)                               | | 4:43  |
| 13. | Life I Live                                                     | | 3:27  |
| 14. | Get Up, Get On It (featuring Mellow Man Ace, Rude et Sen Dog)   | Mala Mujer de Johnny Colon                                                                           | 5:24  |
| 15. | Western Ways Part II (La Seleccion) (featuring Big Pun et JuJu) | | 3:59  |